# کریستیان مایرهوفر
کریستیان مایرهوفر (انگلیسی: Christian Mayerhöfer؛ زادهٔ ۱۶ ژوئن ۱۹۷۱) بازیکن هاکی روی چمن اهل آلمان بود.